# Alders Brook
Der Alders Brook ist ein Wasserlauf im London Borough of Redbridge und dem London Borough of Newham. Er ist ein Nebenarm des River Roding, der im Osten des City of London Cemetery vom Hauptarm abzweigt und in südlicher Richtung parallel zu diesem verläuft. Der Hauptarm wendet sich leicht nach Osten, während der Alders Brook nördlich der Romford Road (A118 road) fast rechtwinklig nach Osten abbiegt, um wieder in den Hauptfluss zu münden.